# Bahnheim
Bahnheim ist eine etwa acht Hektar große Siedlung und zugleich Straße innerhalb von Kaiserslautern, die nach den Prinzipien der Gartenstadtidee konzipiert ist. Sie befindet sich westlich der Innenstadt der rheinland-pfälzischen Großstadt Kaiserslautern. Sie ist als Denkmalzone in die Denkmalliste der Stadt eingetragen.

## Lage und Erschließung
Die Siedlung liegt westlich der Kaiserslauterer Innenstadt. Dabei wird sie von zwei Infrastruktursträngen umschlossen. Nördlich verläuft die Bahnstrecke Mannheim–Saarbrücken und erschließt die umliegende Gebiete über den S-Bahnhof Kennelgarten. Hier halten die Züge der Linie 1 der S-Bahn RheinNeckar. Südlich verläuft die Pariser Straße, welche Bestandteil der Bundesstraße 40 ist.

## Bezug zum Modell Gartenstadt
Als essentielle Grundideen einer Gartenstadt im Sinne von Ebenezer Howard sind, neben der direkten Zuordnung großzügiger Garten- und Freiflächen zu den Gebäuden, die Anbindung durch die Eisenbahn, die Nähe zu den Arbeitsplätzen (ehemals Eisenbahn-Ausbesserungswerk) und die Selbstständigkeit der Siedlung (Kohlelager, Kläranlage, Stromversorgung, Einrichtungen für den täglichen Bedarf, Gastronomie) anzuführen. Auch mit der Realisierung der Siedlung durch die „Baugenossenschaft für das Verkehrspersonal Kaiserslautern“ wurde das Ideengut der Gartenstadt aufgegriffen.

## Geschichte
Der Spatenstich für die Siedlung Bahnheim erfolgte im Juli 1920, wobei die ersten Häuser in halboffener Bauweise entstanden. Mit dem zweiten und dritten Bauabschnitt wurde in der Zeit von 1922 bis 1928 die Siedlung ergänzt und in eine geschlossene Bauweise überführt.

## Städtebau und Architektur

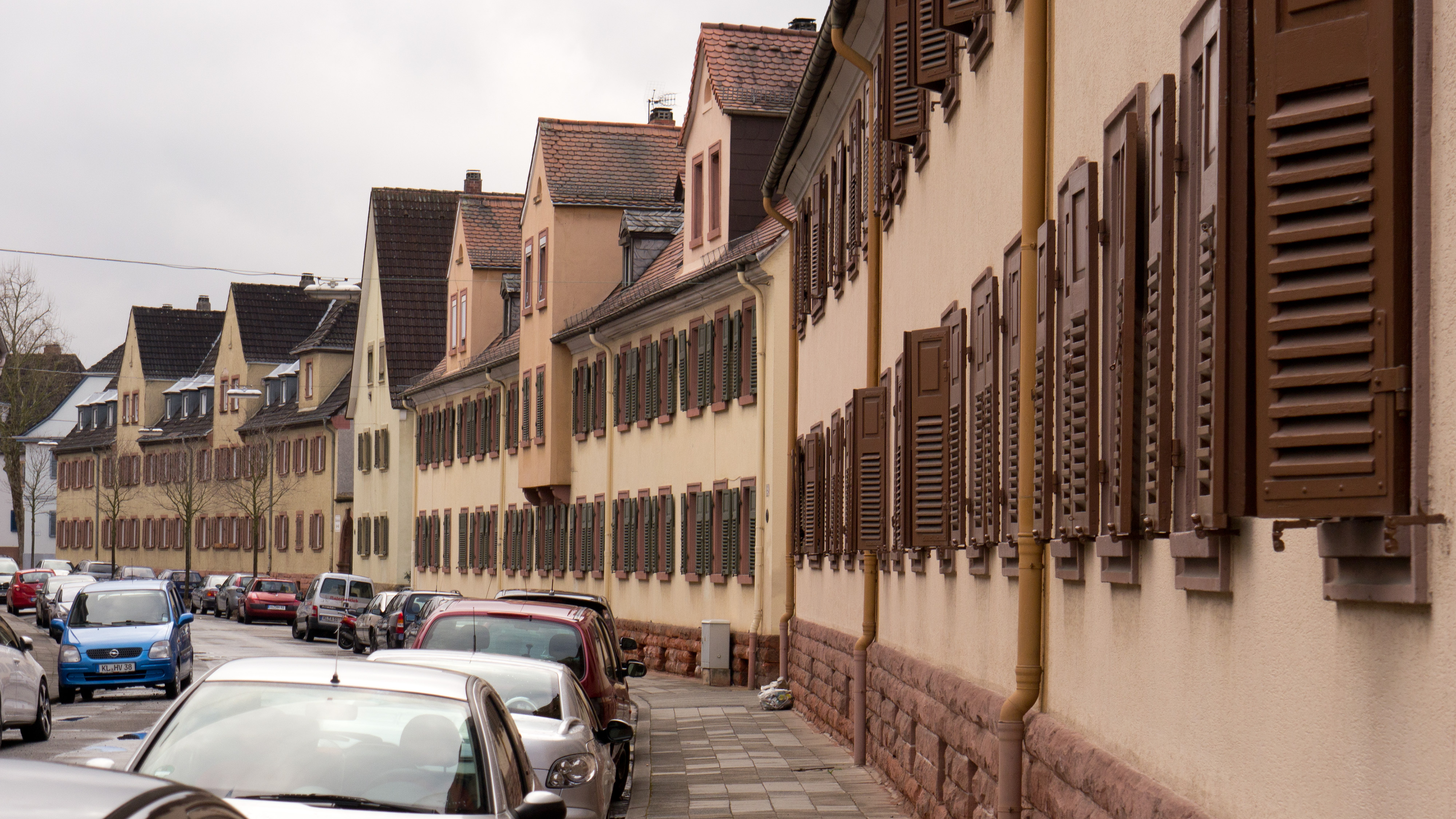
Die Siedlung Bahnheim in Kaiserslautern

Der Ersteller des Bebauungsplans, Oberbaurat Lehr, suchte sein Vorbild im typisch pfälzischen Reihen- und Straßendorf. Die Hauseingänge sind größtenteils nicht straßenseitig, sondern durch Torbögen, die zu den Innenhöfen und den Gärten führen, erschlossen. Die halbmondförmig gebogene Straße Bahnheim ist als Stichstraße ausgebildet. Architektonisch verzichtete man auf schmückende Ornamentik und betonte lediglich, etwa an den Traufen und Erkern, den eigenen schlichten Charakter der Siedlung. Hervorgehoben ist die Straßenaufweitung um den Carl-David-Hofmann-Platz, wobei hier die Eckhäuser durch ihre Fassadenausbildung und Erkerbetonung deutliche Merkpunkte setzen.
Heute stellt sich die Siedlung in einem fast durchweg fassadenrenovierten Zustand dar, wobei der typische Charakter beibehalten wurde.